# محمية الخنفة
محمية الملك سلمان (الخنفه) هي محمية طبيعة في المملكة العربية السعودية، تقع شمال السعودية على الحافة الغربية لصحراء النفود الكبير شمال مدينة تيماء، تبلغ مساحة المحمية 20450 كيلومتر مربع، تمتاز المحمية باحتوائها على تضاريس تتألف في أغلبها من الحجر الرملي مع وجود جبال يصل ارتفاعها إلى 1141 مترا فوق سطح البحر وتلال وهضاب ووديان وشعاب ورمال.
من أهم أشجار محمية الخنفة الطلح والإرطي والغضى الأثل بالإضافة إلى كثير من الشجيرات والأعشاب والحشائش، أما الحيوانات الموجودة فيها فأهمها الظبي الريم، مع أعداد قليلة من ظبي الإدمي بالإضافة إلى الثعالب والأرانب البرية واليرابيع وأنواع من الطيور المستوطنة والمهاجرة مثل الحبارى والكروان وعدد من أنواع الزواحف.
منذ يونيو 2018 أصبحت الخنفة محمية ملكية إلى جانب محمية الطبيق وحرة الحرة تحت مسمى محمية الملك سلمان بن عبد العزيز الملكية تحت إشراف جهاز إداري مستقل برئاسة برئاسة الأمير عبدالعزيز بن سعود بن نايف بن عبدالعزيز آل سعود.